# Aššur-nádin-apli
Aššur-nádin-apli byl asyrským králem. Nastoupil na trůn poté, co se společně se svými bratry vzbouřil proti svému otci Tukulti-Ninurtovi I. a zavraždil ho. Dle různých datací se předpokládá, že vládl buď v letech 1207–1204 př. n. l., nebo 1196–1194 př. n. l. Jeho jméno v akkadštině znamená „Bůh Aššur dal syna“. Byl slabým panovníkem a za jeho vlády moc Asýrie upadala.